# Hans Pitra

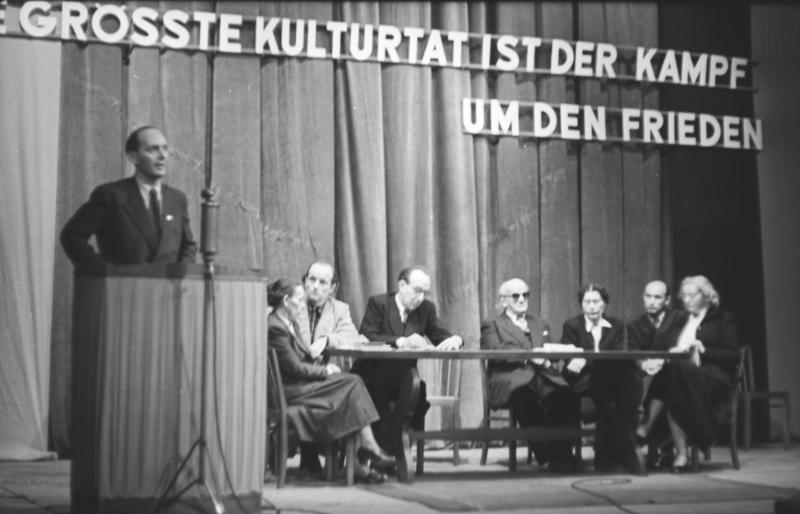
Hans Pitra, am Tisch sitzend (2. von links) - Am 26. Oktober 1950 fand im Schiffbauerdamm-Theater in Berlin eine Friedenskundgebung der Berliner Kulturschaffenden statt, auf der Professor Havemann sprach.

Hans Pitra (* 7. Februar 1915 in Dresden; † 14. August 1977 in Berlin) war ein deutscher Schauspieler und langjähriger Intendant des Berliner Metropol-Theaters.

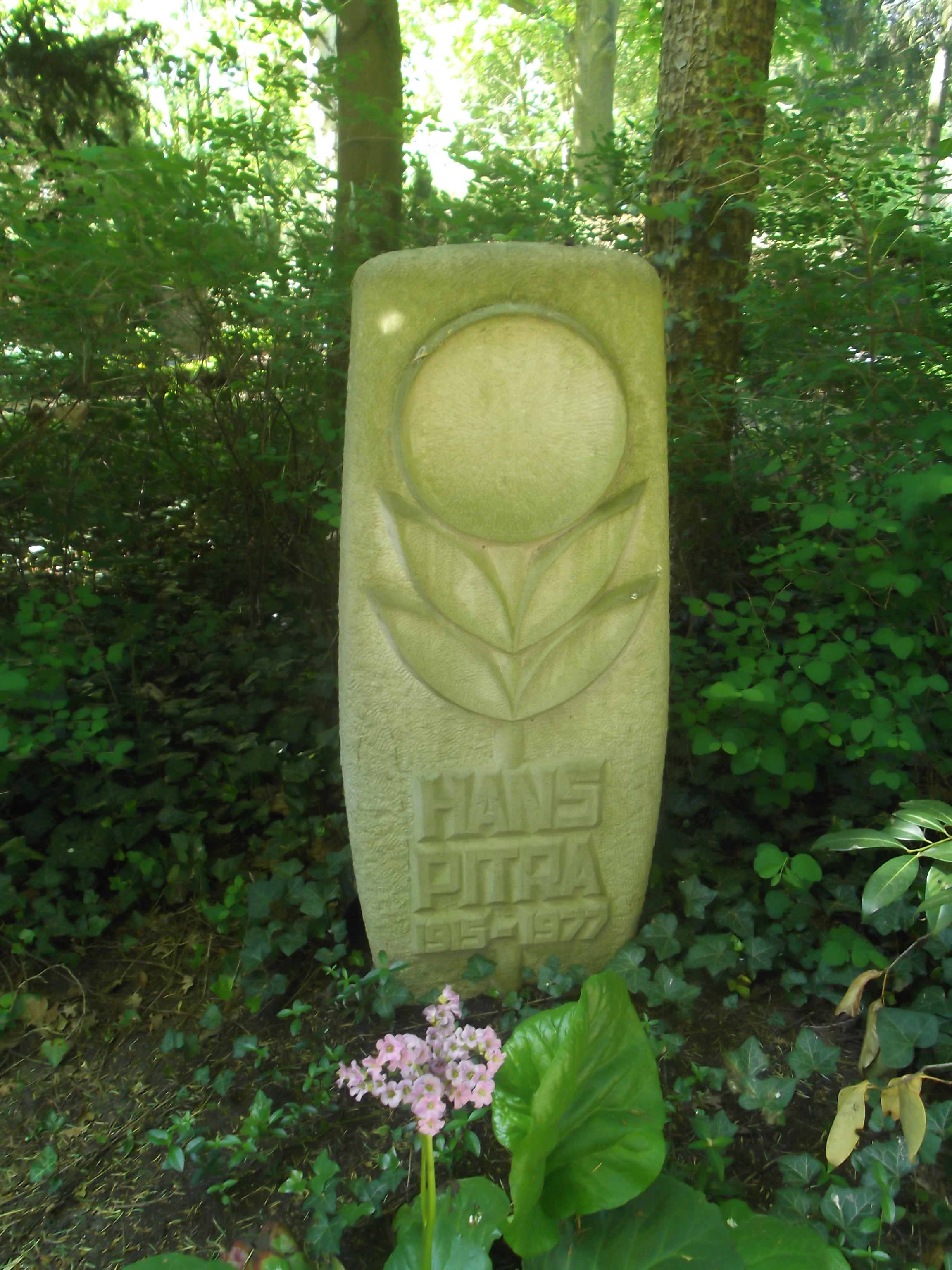
Grabstelle Hans Pitra auf dem Friedhof Pankow III

## Leben
Pitra wurde 1915 in einer Dresdener Arbeiterfamilie geboren. Nach Volksschule und Fortbildungsschule absolvierte er von 1929 bis 1933 eine Schriftsetzerlehre. Bereits mit acht Jahren wurde Pitra Mitglied der Roten Falken, denen er bis 1929 angehörte. Danach wechselte er zunächst zur SAJ, bis er 1932 Mitglied des KJVD wurde. 1933 bewarb sich Pitra erfolgreich als Schauspielschüler. Nach einer einjährigen Ausbildung arbeitete Pitra zunächst weiter in Dresden. Danach folgten deutschlandweit zahlreiche Stationen, die während des Zweiten Weltkriegs auch dazu dienten, der Einberufung zum Wehrdienst zu entgehen. Seine Stationen waren das Berliner Rose-Theater (1936/37), die Landesbühnen Sachsen (1937/38), das Landestheater Schweidnitz (1938–1940), das mecklenburgische Staatstheater Schwerin (1941/42) und das Stadttheater Neiße (1943–1945).
Nach Kriegsende trat Pitra in die Kommunistische Partei Deutschlands (KPD) ein, 1946 in die Sozialistische Einheitspartei Deutschlands (SED). Er begründete in seiner schwer zerstörten Heimatstadt noch 1945 die Dresdner Jugendbühne, deren erster Intendant er zugleich war. 1946 wechselte er als Intendant an das Stadttheater Bautzen, wo er bis 1948 wirkte. Anschließend leitete er bis Ende 1949 die Dresdner Volksbühne. Im Januar 1950 erhielt Pitra einen Ruf aus Berlin, er leitete zunächst kommissarisch das Metropol-Theater. Im März 1950 wurde Pitras Anstellung vom Magistrat von Berlin bestätigt. Es folgten 27 Jahre, in denen sich das Metropol zur führenden Unterhaltungskunstbühne der DDR entwickelte. Unter seiner Hausleitung fanden 25 Uraufführungen und neun DDR-Erstaufführungen statt. Zwischen 1954 und 1963 war Pitra zudem Berliner Vertreter in der Volkskammer der DDR. Pitra war seit Gründung des BFC Dynamo Mitglied des Vorstandes. Nach langer Krankheit starb Pitra am 14. August 1977.

## Theater
- 1951: Boris Djacenko: Menschen an der Grenze (Tromlitz) – Regie: Robert Trösch (Neue Bühne Berlin im Haus der Kultur der Sowjetunion)

## Ehrungen
- 1949 Aktivist des Zweijahrplanes
- 1952 und 1954 Medaille für ausgezeichnete Leistungen
- 1954 Goethe-Preis der Stadt Berlin 2. Klasse[2]
- 1974 Nationalpreis der DDR I. Klasse für Kunst und Literatur[3]